# Мангеттен (Іллінойс)
Мангеттен (англ. Manhattan) — селище (англ. village) в США, в окрузі Вілл штату Іллінойс. Населення — 9385 осіб (2020).

## Географія
Мангеттен розташований за координатами 41°25′13″ пн. ш. 87°58′51″ зх. д. / 41.42028° пн. ш. 87.98083° зх. д. (41.420153, -87.980720).  За даними Бюро перепису населення США в 2010 році селище мало площу 17,01 км², уся площа — суходіл.

## Демографія
Згідно з переписом 2010 року, у селищі мешкала 7051 особа в 2360 домогосподарствах у складі 1859 родин. Густота населення становила 415 осіб/км².  Було 2462 помешкання (145/км²).
Расовий склад населення:
| - 94,8 % — білих - 1,1 % — чорних або афроамериканців - 0,8 % — азіатів - 0,2 % — корінних американців - 1,6 % — осіб інших рас |

До двох чи більше рас належало 1,5 %. Частка іспаномовних становила 6,3 % від усіх жителів.
За віковим діапазоном населення розподілялося таким чином: 31,7 % — особи молодші 18 років, 62,9 % — особи у віці 18—64 років, 5,4 % — особи у віці 65 років та старші. Медіана віку мешканця становила 31,2 року. На 100 осіб жіночої статі у селищі припадало 98,6 чоловіків;  на 100 жінок у віці від 18 років та старших — 95,6 чоловіків також старших 18 років.
Середній дохід на одне домашнє господарство  становив 87 172 долари США (медіана — 81 445), а середній дохід на одну сім'ю — 99 437 доларів (медіана — 97 396). Медіана доходів становила 61 404 долари для чоловіків та 45 714 долари для жінок. За межею бідності перебувало 3,3 % осіб, у тому числі 3,2 % дітей у віці до 18 років та 2,4 % осіб у віці 65 років та старших.
Цивільне працевлаштоване населення становило 3578 осіб. Основні галузі зайнятості: освіта, охорона здоров'я та соціальна допомога — 26,4 %, роздрібна торгівля — 11,5 %, будівництво — 10,2 %, мистецтво, розваги та відпочинок — 9,3 %.